# هيرنان لوبيز
هيرنان لوبيز (بالإسبانية: Hernán Lopes)‏ (28 مارس 1991 في الأرجنتين - ) هو لاعب كرة قدم أرجنتيني في مركز الدفاع. لعب مع ديبورتيس إيكيكي.

## وصلات خارجية
- هيرنان لوبيز على موقع قاعدة بيانات كرة القدم.إي يو (الإنجليزية)
- هيرنان لوبيز على موقع Soccerway.com (الإنجليزية)
- هيرنان لوبيز على موقع عالم كرة القدم.نت (الإنجليزية)
- هيرنان لوبيز على موقع AS.com (الإسبانية)